# Jacqueline Alex
Jacqueline Alex (Zwickau, 1º dicembre 1965) è un'ex nuotatrice tedesca orientale.

## Carriera
Specializzata nella farfalla, si è laureata campionessa europea sulla distanza degli 200m ai campionati di Sofia 1985.

## Palmarès
- Europei

Sofia 1985: oro nei 200m farfalla.